# Echiniscus aliquantillus
Echiniscus aliquantillus är en djurart som tillhör fylumet trögkrypare, och som beskrevs av Grigarick, Schuster och Nelson 1983. Echiniscus aliquantillus ingår i släktet Echiniscus och familjen Echiniscidae. Inga underarter finns listade i Catalogue of Life.